# (33628) Spettel
1999 JW73 (asteroide 33628) é um asteroide da cintura principal. Possui uma excentricidade de 0.13193810 e uma inclinação de 9.75610º.
Este asteroide foi descoberto no dia 12 de maio de 1999 por LINEAR em Socorro.